# Курган (Ромодановський район)
Курга́н (рос. Курган, ерз. Курган) — присілок у складі Ромодановського району Мордовії, Росія. Входить до складу Кочуновського сільського поселення.

## Населення
Населення — 13 осіб (2010; 21 у 2002).
Національний склад (станом на 2002 рік):
- росіяни — 81 %